# Ismet Celepli

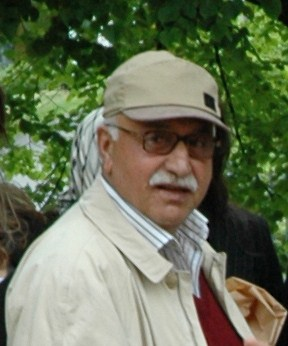
Ismet Celepli år 2008.

Ismet Celepli, född 23 maj 1948 i Celep, död 16 juni 2009 i Celep i Turkiet, var kurd och politiskt aktiv för kurdernas sak i Sverige under 1980-talet. Celepli drog till sig massmedias uppmärksamhet i samband med utredningen av Palmemordet och det så kallade PKK-spåret, då polismästaren i Stockholm, Hans Holmér, riktade misstankarna mot den kurdiska separatiströrelsen PKK.
Celepli blev så småningom friad från alla misstankar kring Palmemordet. Däremot ledde utredningen av PKK-spåret till att Hans Holmér 1987 fick avgå, då det framkommit att han hade manipulerat bevisföringen. Även dåvarande justitieministern Anna-Greta Leijon avgick efter att det avslöjades att hon skrivit ett rekommendationsbrev till förläggaren Ebbe Carlsson för att bedriva privatspaning, där höga polischefer (bland annat Hans Holmér och P-G Näss) dömdes för att ha bedrivit olovlig avlyssning.
Ismet Celepli avled vid 61 års ålder under en vistelse i hembyn Celep.